# Joachim Benyskiewicz
Joachim Benyskiewicz (ur. 7 marca 1936 w Nowym Kramsku, zm. 12 kwietnia 2011 w Zielonej Górze) – polski historyk, regionalista, profesor nauk humanistycznych i nauczyciel akademicki związany z Uniwersytetem Zielonogórskim.

## Życiorys
Urodził się w Nowym Kramsku, na terenie ówczesnej prowincji Grenzmark Posen Westpreussen (Marchia Graniczna, Pogranicze). Ukończył liceum pedagogiczne w Sulechowie, następnie studiował na Wydziale Filozoficzno-Historycznym Uniwersytetu im. Adama Mickiewicza w Poznaniu. Od 1956 pracował w szkole podstawowej w Kargowie, Podmoklach, Uściu i Jabłonnie. W 1962 uzyskał tytuł magistra historii, pracą Polacy Wielkopolski w latach 1898–1908 (promotorem był prof. Witold Jakóbczyk). 
W 1968 otworzył przewód doktorski pracą Społeczno-ekonomiczne położenie Polaków w Marchii Granicznej (promotor prof. Jan Wąsicki, recenzenci: prof. Czesław Łuczak, doc. Stanisław Stasiński), w 1978 otworzył przewód habilitacyjny pracą Posłowie polscy w Berlinie w latach 1866–1890. W 1996 uzyskał tytuł profesora nadzwyczajnego, a w 1996 – profesora zwyczajnego. W latach 1988–1999 był przewodniczącym Okręgowej Komisji Badania Zbrodni Przeciwko Narodowi Polskiemu – Instytutu Pamięci Narodowej w Zielonej Górze.
Zmarł 12 kwietnia 2011. Urna z prochami została złożona do grobu 16 kwietnia 2011 w Zielonej Górze.